# 毅宗 (西夏)
毅宗（きそう）は、西夏の第2代皇帝。諱は諒祚。景宗李元昊の六男。

## 生涯
天授礼法延祚11年（1048年）、父の景宗が兄の李寧令哥に殺害され、李寧令哥も父殺しの罪で処刑されたため1歳で即位した。そのため母の没蔵太后とその実家の一族によって専横される。即位直後に景宗の喪中を狙って遼軍が来寇。第二次賀蘭山の戦いで西夏軍は大敗し、数多くの被害を蒙った。福聖承道4年（1056年）に母の没蔵太后が殺害され、太后の兄の没蔵訛龐が政務を執る。その5年後、没蔵訛龐親子と没蔵訛龐の娘の没蔵皇后の殺害に成功した。これにより、梁氏を皇后にしてようやく親政が始まった。大臣や官僚の数を多くして政治体系を中央集権制に近づけ、皇帝軍の戦力を増強。その結果、政治は刷新されて国力は増強したが、突然病死した。享年21。